# HD51088
HD51088 — хімічно пекулярна зоря спектрального класу
B8 й має видиму зоряну величину в смузі V приблизно  8,3.

## Пекулярний хімічний вміст
Зоряна атмосфера HD51088 має підвищений вміст 
Si
.